# Southern cross (Crosby, Stills & Nash)
Southern cross is een lied van Crosby, Stills & Nash. Het verscheen in 1982 op een single met Into the darkness op de B-kant. Ook verscheen nog een promosingle met Too much love to hide op de B-kant, een nummer dat dat jaar ook nog op de A-kant van een single verscheen. Alle drie nummers verschenen ook op het album Daylight again (1982).
Aan de basis van het lied ligt Seven league boots dat werd geschreven door Mike en Rick Curtis van Crazy Horse. Hierop schreef CSN-lid Stephen Stills een nieuwe tekst. De titel van het lied verwijst naar het sterrenbeeld Zuiderkruis dat vooral zichtbaar is vanaf het zuidelijk halfrond van de Aarde.
De videoclip, met beelden van het trio op een zeilboot, en werd veel vertoond op de Europese muziekzender MTV. De in harmonie gezongen poprocksingle bereikte de Europese hitlijsten echter niet. In de VS kwam het in verschillende hitlijsten van Billboard te staan, namelijk op nummer 18 van de poplijst, op nummer 6 van de adult contemporary en op nummer 39 van de rocklijst.
Het nummer werd gecoverd door verschillende artiesten. Het kwam bijvoorbeeld op een album van Amerikaanse a-capellagroep Counterparts (Afterglow, 1999), Amerikaanse zanger Jimmy Buffett (Buffett live, 1999), Filipijnse hardrockband Wolfgang (Black mantra, 2001) en Canadese zanger Roch Voisine (Americana III - California, 2010).